# Borne internet
 (décembre 2021).
Si vous disposez d'ouvrages ou d'articles de référence ou si vous connaissez des sites web de qualité traitant du thème abordé ici, merci de compléter l'article en donnant les références utiles à sa vérifiabilité et en les liant à la section « Notes et références ».
Ne doit pas être confondu avec Borne interactive.

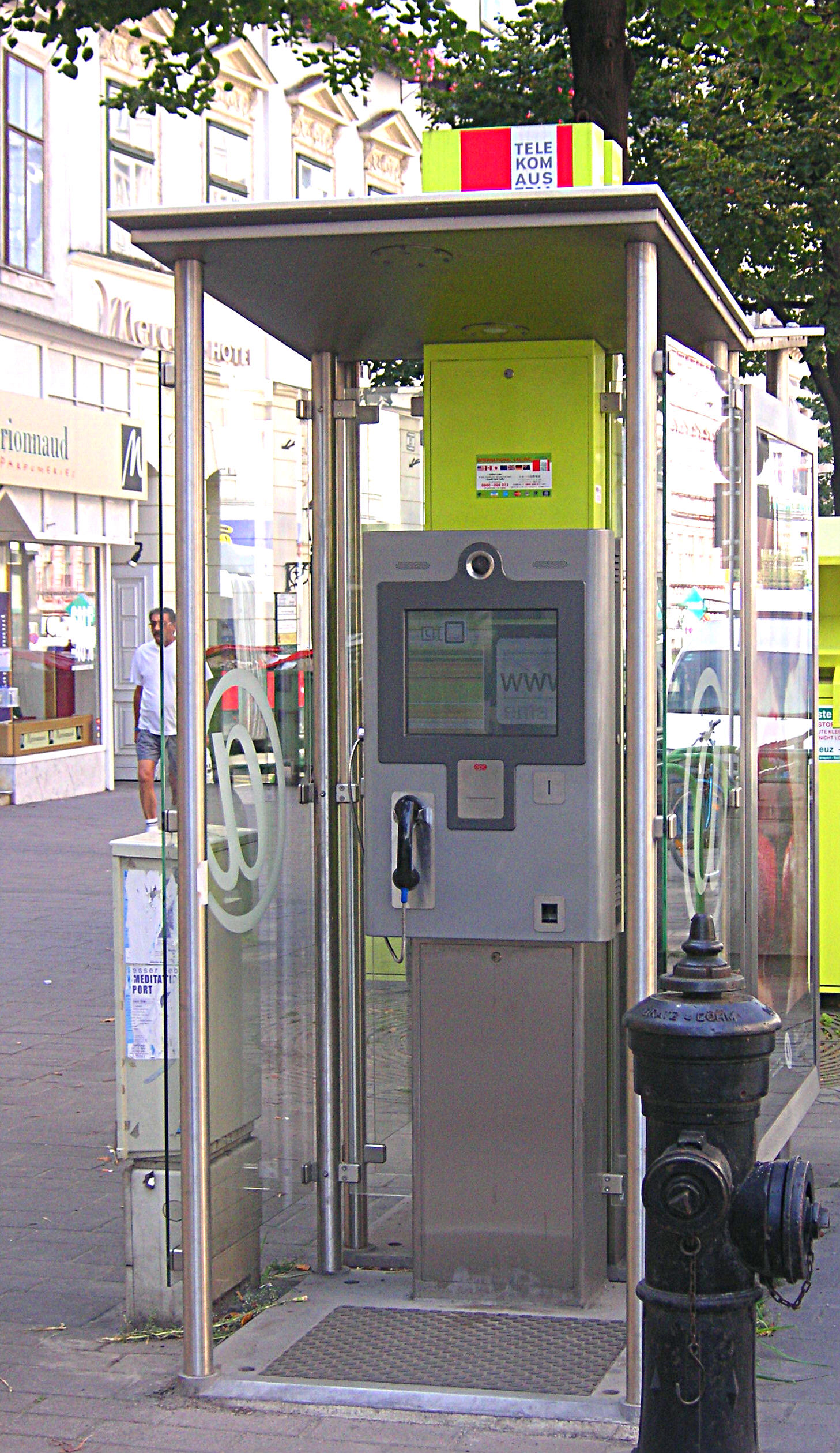
Un « kiosque » internet en Autriche en 2005.

Une borne internet est un ordinateur relié à Internet, disposé dans un lieu public et proposé en libre-service. En français européen, on utilise aussi l'anglicisme « webpayphone », désignant de manière générale un appareil téléphonique public combiné à un accès internet.
En 2021, ce type d'équipement public est considéré comme une alternative au déclin progressif des cabines téléphoniques en étoffant l'offre de services proposés aux usagers. Ainsi, outre la téléphonie (VoIP - voix sur IP), l'utilisateur a la possibilité d'envoyer des SMS ou d'accéder à des informations locales (plan de quartier, informations culturelles, développement de photographies…).

## Description
La borne est protégée des actes malveillants par un carénage. Elle est généralement équipée d'un clavier et d'une boule de sélection (trackball) rendant plus aisée l'utilisation d'applications de messagerie (courriel, SMS) ou la navigation web. Il existe toutefois des modèles avec écran tactile associé à un clavier virtuel mais l'utilisation y perd en ergonomie et en intuitivité, il est parfois impossible de sélectionner précisément un lien hypertexte vers une autre page web, l'écran ne tenant pas compte de la largeur d'un doigt sur un écran tactile (surtout sur les bornes gratuites...),[réf. souhaitée] cependant le clavier virtuel a l'avantage d'être adapté immédiatement à l'utilisateur en lui offrant la configuration clavier en adéquation avec sa langue. Depuis 2007, la plupart des bornes de dernière génération ont adopté, en plus d'un clavier classique, une nouvelle interface tactile plus précise qui supprime ces inconvénients et rend la navigation plus conviviale et plus spontanée.
L'utilisation d'une borne Internet peut être gratuite ou payante et le service proposé peut se limiter à l'accès Internet ou couvrir tout ou partie des usages courants d'un ordinateur. Pour les bornes payantes, plusieurs moyens de paiement existent : monnayeur, achat de code à renseigner, paiement en ligne. Enfin, en utilisant la VoIP, les bornes proposent des tarifs attractifs pour la téléphonie.
La borne Internet est une excellente alternative aux cybercafés qui, nombreux dans les années 2000 à 2006, ont aujourd'hui pratiquement disparu du paysage "communicant". Les tarifs qu'ils appliquaient ne pouvaient semble-t-il suffire à générer un chiffre d'affaires suffisant pour faire face aux frais fixes de ces commerçants.
Aujourd'hui les bornes Internet en libre service ont pris le relais en assurant un service incomparable à la 3G des coûteux téléphones mobiles ; car beaucoup plus fiables, plus rapides (jusqu'à 1024 Kb/s), elles disposent en plus d'un écran HD de grande dimension favorisant une lecture des contenus parfaitement confortable.  

## Exemples d'utilisation
- Dans la rue, comme cabine publique (des milliers de bornes Internet, avec téléphonie, sont installées en Autriche et en Allemagne. Ces points d'accès à Internet sont devenus des incontournables du paysage urbain de Vienne.

La France est largement en retard par rapport aux autres pays industrialisés, il n'existerait qu'une borne Internet publique pour 10 000 habitants. Ce qui est un handicap pour les nombreux migrants - représentants de commerce - personnels en déplacement - voyageurs étrangers (plus de 70 Millions par an) qui ne peuvent trouver aisément d'accès Internet pour se relier à leur entreprise, aux réseaux sociaux ou aux offres de téléphonie gratuite via VoIP et donner ainsi de leurs nouvelles aux amis et à leur famille.
Elles sont présentes principalement :
- Dans des grands magasins
- Dans des musées
- Dans le métro parisien (nombreux messages publicitaires...)
- Dans les lieux de passage, (gares, aéroports, 1 € 6 minutes…)
- Dans les mairies et lieux d'accueil (souvent bridés)
- Sur les aires de repos et de service autoroutières (entre 3 et 5 minutes pour 1 €)
- Très peu souvent dans les cafés et autres lieux de convivialité (entre 4 et 5 minutes pour 1 €)
- Dans les hôtels[1]

## Tarifs en vigueur
- SURF (comprendre navigation web) en libre accès. Suivant l'emplacement et les services proposés, leur tarif peut varier de 15 cts à 30 cts la minute. Notamment dans les lieux de clientèles captives le tarif est élevé car c'est un service en plus apporté aux consommateurs et non pas la vocation de l'emplacement.
- Wi-Fi à la demande. Certains services proposent l'émission d'un signal Wi-Fi très efficace et plus ouvert comparativement à des réseaux Wifi gratuits souvent restreints à quelques sites d'informations et ne permettant pas de se connecter en VPN (par exemple vers un réseau d'entreprise privé). Le tarif du Wi-Fi disponible sur ces bornes multimédia est sensiblement identique à celui proposé dans les hôtels : entre quatre et huit euros de l'heure, mais l'intérêt est de pouvoir acquérir quelques minutes pour 1 € (par exemple 10 minutes) et bénéficier ainsi d'un accès ultra rapide puisque le réseau n'est pas partagé avec de multiples utilisateurs.

## Industrie
L'industrie de la borne internet se classe en trois grandes catégories :
- les fabricants de la partie matérielle : ils proposent toutes formes de meubles intégrant les interfaces avec les utilisateurs ainsi que les composants informatiques internes, qui sont généralement standard ;
- les concepteurs de la partie logicielle : des logiciels spécialisés ou généralistes sont proposés par des éditeurs ;
- les exploitants de parcs de bornes Internet.